# Poliothyrsis
Genre
Classification phylogénétique
Poliothyrsis est un genre de plantes à fleurs de la famille des Flacourtiacées en classification classique, ou de la famille des Salicacées en classification phylogénétique.

## Description
Il s'agit d'arbres pouvant atteindre 10 mètres et dont les feuilles sont cordées et à nervures pédalées. La floraison est estivale. Les inflorescences, paniculées - thyrses : grappe de cymes (qui a donné le nom au genre) -, portent des fleurs mono-sexuées, à cinq sépales, sans pétale (haplochlamyde). L'ovaire est supère, à capsule presque ovoïde à trois valves et les fruits sont ailés.

## Liste d'espèces du genre
- Poliothyrsis celebicus Koord.
- Poliothyrsis eurorimosa Mai (espèce fossile)[1]
- Poliothyrsis sinensis Oliv.
- Poliothyrsis stapfii Koord.